# 名うてのバード兄弟
『名うてのバード兄弟』（なうてのバードきょうだい、The Notorious Byrd Brothers）は、アメリカのロックバンド、ザ・バーズによる5枚目のアルバムで、1968年1月にコロムビア・レコードからリリースされた。

## 概要
このアルバムは、サイケデリア、フォークロック、カントリー、エレクトロニック・ミュージック、バロック・ポップ、ジャズの要素を融合させた、バーズの60年代後半の音楽的実験の頂点を表している。プロデューサーのゲイリー・アッシャーと共に、彼らはフェージング、フランジング、空間パンニングなど、多くのスタジオ・エフェクトとプロダクション・テクニックを広範囲に使用した。また、ペダル・スティール・ギターとモーグ・モジュラー・シンセサイザーのサウンドを音楽に導入し、モーグが登場する最初のLPの1つとなった。
アルバムのレコーディング・セッションは1967年の後半を通して行われたが緊張に満ち、バンドの2人のメンバーを失う結果となった。リズム・ギタリストのデヴィッド・クロスビーは1967年10月に解雇され、ドラマーのマイケル・クラークはレコーディングの途中でセッションを離れ、一時的に戻った後、アルバムの完成後に解雇された。さらに、1966年の初めにグループを去ったバンドの元メンバー、ジーン・クラークは、アルバム制作中に3週間再び参加した後、再び去った。ライターのリック・メンクは、これらの人員の変更とその作成をめぐる対立にもかかわらず、本作はバンドの最もまとまりがあり、空気のような響きのアルバムであるとコメントしている。
『名うてのバード兄弟』はビルボード・トップLPチャートで47位、 UKアルバム・チャートで12位に達した。ジェリー・ゴフィンとキャロル・キングの曲「ゴーイン・バック」のカバーは、アルバムのリード・シングルとして1967年10月にリリースされ、チャートで穏やかな成功を収めた。本作はリリース時に絶賛されたが、商業的には特に米国で中程度の成功を収めただけだった。このアルバムは後に、バーズの最高のアルバムの1つであり、最も実験的で進歩的なアルバムとして広く認められるようになった。バーズの専門家であるティム・コナーズは、アルバム・タイトルがアメリカ西部開拓時代を想起させるものであると説明している。

## トラックリスト
| #         | タイトル                             | 作詞・作曲                                                                                                | 時間  |
| --------- | ------------------------------------ | --- | ----- |
| 1.        | 「人造エネルギー」                   | Roger McGuinn, Chris Hillman, Michael Clarke                                                              | 2:18  |
| 2.        | 「ゴーイン・バック」                 | Carole King, Gerry Goffin                                                                                 | 3:26  |
| 3.        | 「自然なハーモニー」                 | Chris Hillman                                                                                             | 2:11  |
| 4.        | 「ドラフト・モーニング」             | David Crosby, Chris Hillman, Roger McGuinn                                                                | 2:42  |
| 5.        | 「ワズント・ボーン・トゥ・フォロー」 | Carole King, Gerry Goffin                                                                                 | 2:04  |
| 6.        | 「ゲット・トゥ・ユー」               | Roger McGuinn, Chris Hillman (possibly mis-credited and actually written by Gene Clark and Roger McGuinn) | 2:39  |
| 合計時間: | 合計時間:                            | 合計時間:                                                                                                 | 15:20 |

| #         | タイトル                         | 作詞・作曲                                 | 時間  |
| --------- | -------------------------------- | ------------------------------------------ | ----- |
| 1.        | 「今が転機」                     | Chris Hillman, Roger McGuinn               | 3:21  |
| 2.        | 「年老いたジョン・ロバートソン」 | Chris Hillman, Roger McGuinn               | 1:49  |
| 3.        | 「部族集会」                     | David Crosby, Chris Hillman                | 2:03  |
| 4.        | 「ドルフィンズ・スマイル」       | David Crosby, Chris Hillman, Roger McGuinn | 2:00  |
| 5.        | 「スペース・オデッセイ」         | Roger McGuinn, Robert J. Hippard           | 3:52  |
| 合計時間: | 合計時間:                        | 合計時間:                                  | 13:05 |

| #   | タイトル | 作詞・作曲                                 | 時間  |
| --- | --- | ------------------------------------------ | ----- |
| 12. | 「ムーグ・ラガ」(インストゥルメンタル) | Roger McGuinn                              | 3:24  |
| 13. | 「バウンド・トゥ・フォール」(インストゥルメンタル) | Mike Brewer, Tom Mastin                    | 2:08  |
| 14. | 「トライアド」 | David Crosby                               | 3:29  |
| 15. | 「ゴーイン・バック」(ヴァージョン・ワン) | Carole King, Gerry Goffin                  | 3:55  |
| 16. | 「ドラフト・モーニング」(オルタネイト・エンド) | David Crosby, Chris Hillman, Roger McGuinn | 2:55  |
| 17. | 「ユニヴァーサル・マインド・デコーダー」(インストゥルメンタル; song ends at 3:32; 4:32 begins radio advert which ends at 5:41; 6:42 begins "Dolphin's Smile" [in-studio argument]) | Chris Hillman, Roger McGuinn               | 13:45 |

## 参加ミュージシャン
So You Want to Be a Rock 'n' Roll Star: The Byrds Day-By-Day (1965–1973)、The Notorious Byrd Brothers (33⅓ series) 、および CD のライナー ノーツからの翻案。
メンバー
- ロジャー・マッギン - ボーカル、リードギター、モーグ・シンセサイザー
- デヴィッド・クロスビー – on "Change is Now", "Tribal Gathering", "Dolphin's Smile", "Triad", and "Goin' Back" (alternate)ボーカル、リズム ギター。 on "Draft Morning", "Bound to Fall" and "Universal Mind Decoder"リズムギター。 on "Old John Robertson"のボーカル、エレクトリック・ベース
- クリス・ヒルマン – ボーカル; all tracks except "Old John Robertson"エレクトリック・ベース。 on "Old John Robertson"のギター; on "Draft Morning"マンドリン
- マイケル・クラーク – on "Artificial Energy", "Draft Morning", "Old John Robertson", "Tribal Gathering", "Dolphin's Smile", and "Universal Mind Decoder"ドラム
- ジーン・クラーク – on "Goin' Back" (master) and "Space Odyssey"バッキング・ボーカルの可能性あり

ゲスト・ミュージシャン
- ジェームズ・バートン, クラレンス・ホワイト – ギター
- レッド・ローズ – ペダル・スティール・ギター
- ポール・ビーヴァー – ピアノ, モーグ・シンセサイザー
- テリー・トロッター – ピアノ
- ゲイリー・アッシャー – モーグ・シンセサイザー, パーカッション, バッキング・ボーカル
- バリー・ゴールドバーグ – オルガン
- デニス・マッカーシー – チェレスタ
- ジム・ゴードン – ドラム on "Goin' Back", "Natural Harmony", "Wasn't Born to Follow", "Bound to Fall", and "Triad"
- ハル・ブレイン – ドラム on "Get to You" and "Change Is Now"
- カート・ベッチャー – バッキング・ボーカル
- ウィリアム・アームストロング, ヴィクター・セイザー, カール・ウェスト – ヴァイオリン
- ポール・バーグストローム, レスター・ハリス, レイモンド・ケリー, ジャクライン・ラストガーテン – チェロ
- アル・マックキボン – ボウイング・ベース
- アン・ストックトン – ハープ
- ディック・ハイド – トロンボーン
- ロイ・カートン, ヴァージル・フン, ゲイリー・ウェーバー – ブラス
- ジェイ・ミグローリ – サクソフォン
- デニス・ファウスト – パーカッション
- ファイアサイン・シアター – 特殊効果
- 「Draft Morning」でのトランペット奏者及び「Old John Robertson」でのストリングス奏者については不明。